# アスエリオ・シウバ
アスエリオ・シウバ（Assuério Silva、1974年6月18日 - ）は、ブラジルの男性総合格闘家。リオグランデ・ド・ノルテ州モソロー出身。ブラック・ハウス所属。空手黒帯。ブラジリアン柔術黒帯。元ヘビー級キング・オブ・パンクラシスト。
ヘビー級の選手としては小柄ながら、太く広い骨格と強靭なパワーを持つ。

## 来歴
2001年7月29日、PRIDE初参戦となったPRIDE.15でヴァレンタイン・オーフレイムと対戦し、苦戦しながらもヒールホールドで一本勝ち。
2001年9月24日、PRIDE.16で山本憲尚と対戦し、TKO勝ち。
2003年10月5日、PRIDE 武士道でエメリヤーエンコ・アレキサンダーと対戦し、判定負け。
2003年11月、アンデウソン・シウバらと共にシュートボクセ・アカデミーを離れ、ムエタイ・ドリームチームを結成した。
2007年5月30日、ヘビー級（-100kg）キング・オブ・パンクラス決定戦で水野竜也と対戦し、マウントパンチでTKO勝ちを収め王座獲得に成功した。

## 戦績

### 総合格闘技
| 総合格闘技 戦績 | 総合格闘技 戦績 | 総合格闘技 戦績 | 総合格闘技 戦績 | 総合格闘技 戦績 | 総合格闘技 戦績 | 総合格闘技 戦績 |
| --------------- | --------------- | --------------- | --------------- | --------------- | --------------- | --------------- |
| 25 試合         | (T)KO           | 一本            | 判定            | その他          | 引き分け        | 無効試合        |
| 16 勝           | 5               | 9               | 2               | 0               | 0               | 1               |
| 8 敗            | 3               | 2               | 3               | 0               | 0               | 1               |

| 勝敗 | 対戦相手                         | 試合結果                             | 大会名                                                               | 開催年月日     |
| ×    | ジェロニモ・ドス・サントス       | 1R 1:01 TKO（パンチ連打）            | Jungle Fight 16                                                      | 2009年10月17日 |
| ○    | デイブ・アンダートン             | 2R 0:32 フロントチョーク             | Boa Vista Conbat 1                                                   | 2009年8月30日  |
| ×    | トッド・ダフィー                 | 2R 1:17 TKO（パウンド）              | Jungle Fight 11                                                      | 2008年9月13日  |
| ○    | テレル・ディーズ                 | 1R 1:42 膝十字固め                   | Jungle Fight 10                                                      | 2008年7月12日  |
| ○    | 水野竜也                         | 2R 2:08 TKO（マウントパンチ）        | PANCRASE 2007 RISING TOUR 【ヘビー級キング・オブ・パンクラス決定戦】 | 2007年5月30日  |
| ×    | シーク・コンゴ                   | 5分3R終了 判定0-2                    | UFC 70: Nations Collide                                              | 2007年4月21日  |
| ○    | イゴール・ポクラヤッチ           | 5分3R終了 判定2-1                    | Jungle Fight 7: Jungle Fight Europe                                  | 2006年12月17日 |
| ○    | エデュアルド・マイオリノ         | 1R 1:25 TKO（パンチ連打）            | Showfight 5                                                          | 2006年11月9日  |
| ×    | ブランドン・ヴェラ               | 1R 2:39 フロントチョーク             | UFC 60: Hughes vs. Gracie                                            | 2006年5月27日  |
| ×    | ティム・シルビア                 | 5分3R終了 判定0-3                    | Ultimate Fight Night 3                                               | 2006年1月16日  |
| ○    | アレッシオ・サカラ               | 5分3R終了 判定3-0                    | Jungle Fight 3                                                       | 2004年10月23日 |
| ○    | ファビアーノ・シェルナー         | 2R フロントチョーク                  | Jungle Fight 2                                                       | 2004年5月15日  |
| ×    | エメリヤーエンコ・アレキサンダー | 2R（10分/5分）終了 判定1-2           | PRIDE 武士道                                                         | 2003年10月5日  |
| －   | ファビアーノ・シェルナー         | ノーコンテスト（場外落下による負傷） | Meca World Vale Tudo 9                                               | 2003年8月1日   |
| ○    | 山本憲尚                         | 1R 0:11 TKO（マウントパンチ）        | PRIDE.16                                                             | 2001年9月24日  |
| ○    | ヴァレンタイン・オーフレイム     | 1R 2:47 ヒールホールド               | PRIDE.15                                                             | 2001年7月29日  |
| ○    | ウォルター・ファリアス           | 1R 5:00 KO（蹴り上げ）               | Meca World Vale Tudo 5                                               | 2001年6月9日   |
| ○    | ペドロ・オタービオ               | 2R 2:00 ギブアップ（肘打ち）         | Meca World Vale Tudo 4                                               | 2000年12月16日 |
| ○    | ホドリゴ・ダ・シウバ             | 1R 4:27 ギブアップ（打撃）           | Meca World Vale Tudo 2                                               | 2000年8月12日  |
| ○    | レオポルド・セラオン             | KO                                   | Desafio: BadBoy de ValeTudo 2                                        | 1999年11月20日 |
| ○    | ルイス・アルベルト               | ギブアップ                           | Desafio: BadBoy de ValeTudo 2                                        | 1999年11月20日 |
| ×    | ミハイル・アベテシャン           | 1R 8:58 TKO（カット）                | World Vale Tudo Championship 7 【1回戦】                             | 1999年2月2日   |
| ○    | ヴァウジール・ドス・アンジョス   | 1R 11:07 チョークスリーパー          | BVF 12: Circuito Brasileiro de Vale Tudo 4                           | 1998年11月18日 |
| ×    | シャールズ・グレイシー           | 1R ギブアップ                        | Extremo Combate Bahia Open                                           | 1997年7月7日   |

### キックボクシング
| 勝敗 | 対戦相手           | 試合結果    | 大会名   | 開催年月日    |
| ○    | ヴィトー・ミランダ | 5R終了 判定 | Stomp GP | 2003年9月13日 |

## 獲得タイトル
- 第3代ヘビー級キング・オブ・パンクラス王座（2007年）